# 1993 en France
Chronologie de la France
- 1989
- 1990
- 1991
- 1992
- 1993
- 1994
- 1995
- 1996
- 1997

Cet article présente les faits marquants de l'année 1993 en France.

## Événements

### Janvier
- 8 janvier : loi sur la protection et la mise en valeur des paysages[1].
- 9 janvier : début de l'affaire Jean-Claude Romand, faux médecin, imposteur et escroc qui, sur le point d'être découvert par ses proches, assassine son épouse, ses enfants et ses parents[2].
- 15 janvier : publication chez Grasset, du livre L'enfant derrière la porte de l'enfant martyr David Bisson rédigé avec sa thérapeute[3].
- 27 janvier : sortie du film Les Visiteurs de Jean-Marie Poiré[4].
- 28 janvier : assassinat dans son bureau de l'ambassadeur français à Kinshasa, Philippe Bernard[5].
- 29 janvier : la commission pour la prévention de la corruption rend ses travaux sur la moralisation de la vie politique. Michel Sapin fait alors voter une loi reprenant les principales recommandations de la commission : contrôle et limitation de la publicité, meilleure concurrence sur les marchés publics et libéralisation de l’implantation des grandes surfaces commerciales. Le texte renforce aussi l’arsenal juridique permettant de lutter contre le blanchiment des capitaux d’origine criminelle[6].
- 31 janvier : début du premier trophée Jules-Verne[7].

### Février
- 1er février : le juge Jean-Pierre révèle la découverte d'un prêt sans intérêt d'un montant d'un million de francs à Pierre Bérégovoy, Premier ministre d'avril 1992 à mars 1993, accordé par le financier Roger-Patrice Pelat en 1986[8].
- 2 février-9 mai : Apollinaire critique d'art, exposition artistique au Pavillon des Arts, à Paris[9].
- 3 février : décret qui institue le 16 juillet Journée nationale commémorative des persécutions racistes et antisémites commises sous l'autorité de fait dite « gouvernement de l'État français »[10] en hommage aux juifs victimes de la rafle du Vel d'Hiv en 1942.
- 5 février : dans l'affaire du sang contaminé, les magistrats de la commission d'instruction de la Haute Cour concluent à la prescription de l'action publique concernant l'incrimination de « non-assistance à personnes en danger », retenue contre Laurent Fabius et ses ministres[8].
- 13 février : lancement d'un débat sur le partage du temps de travail par Martine Aubry, ministre du Travail[8].
- 15 février : le Comité consultatif pour la révision de la Constitution rend son rapport au président de la République[11].
- 17 février : Michel Rocard, dans un discours à Montlouis-sur-Loire, propose aux militants socialiste un « bigbang politique » en préconisant l'ouverture de la gauche vers le centre[8].
- 16 février : inauguration officielle de la nécropole et du mémorial des guerres en Indochine à Fréjus, par le Président de la République François Mitterrand[12].
- 18 février : commercialisation de la Peugeot 306[13].
- 18-19 février : visite officielle à Paris du Premier ministre algérien Bélaïd Abdesselam[14]. Le 13 février le ministre des Finances Michel Sapin, en visite à Alger, a accordé à l'État algérien qui est alors engagé dans une lutte armée avec des groupes islamistes une aide économique et commerciale de 5 milliards de francs[15].

### Mars
- 4 mars : commercialisation de la Citroën Xantia[16].
- 15 mars : plus de trois millions de chômeurs en France[8], soit 11,1 % de la population active contre 10,1 % en mars 1992[17].
- 21-28 mars : victoire massive de la droite aux élections législatives[18]. le RPR et l'UDF obtiennent 472 députés et 81,8 % des sièges à la chambre.
- 29 mars : deuxième cohabitation. Début du gouvernement Édouard Balladur (fin le 16 mai 1995)[19]. Charles Pasqua revient au ministère de l'Intérieur.

### Avril
- 2 avril : Philippe Séguin est élu président de l’Assemblée nationale[20].
- 3 avril : le comité directeur du Parti socialiste met en minorité Laurent Fabius ; Michel Rocard est propulsé à la présidence d'une direction provisoire[8].
- 6 avril : Makomé M'Bowolé, dix-sept ans, est tué à bout portant d'une balle dans la tête par l'inspecteur Pascal Compain dans le commissariat du dix-huitième arrondissement de Paris[21].
- 15 avril :
  - dépôt des statuts de la Fédération syndicale unitaire, scission de la FEN[22].
  - le club de basket Limoges CSP, en battant les Italiens de Trévise à Athènes (59-55), devient le premier club français, tout sports confondus, à devenir champion d'Europe[23].
- 20 avril : Bruno Peyron et son équipage bouclent le premier tour du monde à la voile en 79 jours, 6 heures, 15 minutes et 56 secondes et devient ainsi le premier détenteur du « trophée Jules-Verne »[24].
- 21 avril : assassinat de Denise Descaves, la principale du collège Pierre Brossolette à Troyes. Pierre Dubois est accusé du meurtre[25].

### Mai
- 1er mai : suicide de l'ancien premier ministre Pierre Bérégovoy. Aujourd'hui encore, les circonstances de sa mort sont controversées, la thèse de l'assassinat n'étant pas écartée par certains journalistes[8].
- 10 mai : présentation du « programme de redressement économique et social » d’Édouard Balladur, qui prévoit une réduction des déficits publics[8].
- 13 mai : affaire de la maternelle de Neuilly, Erick Schmitt prend une classe d'école maternelle en otage à Neuilly-sur-Seine, puis est abattu par le RAID. Nicolas Sarkozy, à l'époque maire de Neuilly, négocie avec le preneur d'otages pour qu'il relâche des enfants. Il sort de l'école avec un enfant dans les bras[26].
- 18 mai : inauguration de la ligne TGV Paris-Lille[27].
- 25 mai : lancement de l'emprunt Balladur 6%, un emprunt national d'un montant de 40 milliards de francs ; 110 milliards sont récoltés. Il coûte entre 3,3 et 4,3 milliards de francs aux finances publiques lors de son remboursement en 1997[28]. Il est autorisé par la loi de finance rectificative du 22 juin[29].
- 26 mai :
  - présentation en Conseil des ministres du projet de loi relatif aux privatisations[8].
  - l'Olympique de Marseille champion d'Europe de football[23].

### Juin
- 2 juin : le projet de loi révisant l’ordonnance de 1945 sur les « conditions d'entrée et de séjour des étrangers » est adopté par le conseil des ministres, avec pour objectif de « tendre vers une immigration zéro »[8].
- 5 juin : Castres olympique remporte la finale du championnat de France de Rugby grâce à essai litigieux de Gary Whetton. Le FC Grenoble se voit privé du bouclier de Brennus par une erreur d'arbitrage[30].
- 8 juin : assassinat de René Bousquet à son domicile par un déséquilibré mental, Christian Didier. Il n'y aura jamais de procès[31].
- 18 juin : décret de création de Météo-France[32].
- Johnny se produit pour ses 50 ans au Parc des Princes les 18, 19 et 20 juin.
- 24 juin : adoption de la loi de réforme du code de la nationalité[8].

### Juillet
- 1er juillet :
  - affaire des surfacturations à France Télécom ; une information est ouverte pour abus de biens sociaux commis au préjudice d'Alcatel-CIT et pour escroquerie par manœuvres frauduleuses au préjudice de France Télécom[33].
  - entrée en vigueur de la taxe sur la diffusion en vidéo physique et en ligne de contenus audiovisuels[34].
- 4 juillet : François Mitterrand se prononce pour la poursuite du moratoire sur les essais nucléaires[35].
- 6 juillet : Jean-Pierre Bernès, directeur général de l'OM, est mis en examen pour corruption active ; début de l'affaire OM-Valenciennes mettant en cause Bernard Tapie[36].
- 10 juillet : les sénateurs approuvent une réforme du code pénal défendue par Charles Pasqua sur le durcissement des contrôles d'identité[8].
- 19 juillet :
  - loi de privatisation de 21 entreprises[37].
  - adoption par le congrès de la loi constitutionnelle modifiant la composition et le fonctionnement de la Haute Cour de justice et du Conseil supérieur de la magistrature[8].
- 22 juillet :
  - loi sur les retraites du privé ; la durée de cotisation passe à 40 ans pour une retraite à taux plein et le montant des pensions est calculé sur les 25 meilleures années[38]. Cette réforme dont l'application s'étale sur près de 10 ans ne provoque pas de manifestations majeures.
  - loi Méhaignerie réformant le droit de la nationalité[39].
- 31 juillet : la dernière mine de fer de France à Moyeuvre-Grande arrête l’exploitation[40] (fermeture définitive en 1995).

### Août
- 4 août : vote de la loi sur l'indépendance de la Banque de France[41].
- 21 août : le corps de la jet-setteuse Barbara Coll est retrouvé entre Saint-Tropez et Ramatuelle[42].

### Septembre
- 12 septembre: Magali Ferrand, âgée de 30 ans, est enlevée puis assassinée à Brignoles dans le Var; début de l'affaire criminelle Joseph Messina
- 13 septembre : 
  - la petite Karine, âgée de 7 ans, est enlevée, violée puis étranglée ; début de l'affaire criminelle Patrick Tissier, multirécidiviste à Perpignan[43].
  - accident à l'atterrissage à Tahiti du Vol Air France 72[44].
- 25 septembre : inauguration du Mémorial de la Vendée aux Lucs-sur-Boulogne par Alexandre Soljenitsyne[45].

### Octobre
- 5-12 octobre : privatisation de la BNP[46].
- 18-26 octobre : grève générale à Air France, Air Inter et aux Aéroports de Paris. Le gouvernement décide de remplacer le PDG d'Air France Bernard Attali par Christian Blanc[8].
- 22-24 octobre : 69e congrès ordinaire du Parti socialiste au Bourget. Michel Rocard est élu Premier secrétaire[47].

### Novembre
- 4 novembre : arrêté relatif à la terminologie des noms d'États et de capitales[48].
- 9 novembre : opération Chrysanthème ; vaste arrestation menée par la police nationale dans les milieux islamistes. 87 personnes sont interpellées[49].
- 10 novembre : carambolage sur l'autoroute A10 au niveau du pont de Mirambeau, Charente-Maritime, impliquant 52 véhicules dont 6 camions, causant 15 morts et 53 blessés ; début octobre 2002, la cour d'appel de Poitiers a condamné une quinzaine d'automobilistes à des peines légères, considérant qu'ils roulaient trop vite et n'avaient pas maîtrisé leurs véhicules en fonction des conditions météorologiques[50].
- 15 novembre : Rhône-Poulenc est privatisée[51].
- 17 novembre : défaite à la dernière minute de l'équipe de France de football au Parc des Princes face à la Bulgarie à Paris (1-2) en match éliminatoire de la Coupe du monde 1994[52]. La France n'ira pas en Amérique.
- 18 novembre : 
  - affaire Maillard et Duclos. Robert Bourachot, PDG de Maillard et Duclos est mis en examen et écroué pour abus de biens sociaux, faux et usage de faux. Il révèle aux policiers l’existence de 27 millions de francs de fonds occultes destinés à des partis politiques et imposés par la maison mère de sa société, la Lyonnaise des Eaux-Dumez, dirigé par Jérôme Monod, ancien secrétaire général du RPR, proche de Jacques Chirac. Il met en cause plusieurs personnalités du RPR et de l’UDF, notamment Alain Juppé[53].
  - inauguration de l'aile Richelieu, restituée au Musée du Louvre[8].
- 19 novembre : le Congrès vote une révision de la Constitution qui limite le droit d'asile[8].
- 22 novembre : la direction générale du groupe Chantelle annonce la fermeture du site de Saint-Herblain, près de Nantes, pour délocaliser la production de lingerie à l'étranger. Les ouvrières se mettent aussitôt en grève (1993-1994)[54].

### Décembre
- 2 décembre : échec de la fusion Renault-Volvo[55].
- 9 décembre : Lucien-Gilles de Vallière est condamné à la réclusion criminelle à perpétuité assortie d'une peine de sûreté incompressible de trente ans pour le viol et le meurtre de plusieurs fillettes[56].
- 10 décembre : Nordine Maouli, un pirate de l'air amateur armé d'un couteau de chasse tente de détourner sur Tripoli l'Airbus A320 d'Air France reliant Roissy-Charles-de-Gaulle à Nice[57].
- 17 décembre : Aimé Jacquet est nommé à la tête de l'équipe de France de football[58].
- 20 décembre : révision de la loi Falloux qui permet aux collectivités locales de financer le patrimoine immobilier des établissements d'enseignement privé[8].
- Dans la semaine précédant les fêtes de Noël, d'importantes inondations touchent le pays et plus particulièrement le nord : 6 morts[59].
- 30 décembre : vote de la loi de finance par le parlement[60]. L'état des finances publiques est alarmant. La dette publique dépasse 50 % du produit intérieur brut (contre 25 % en 1985), le déficit budgétaire représente 360 milliards de francs contre 165 prévus initialement. Le déficit de la sécurité sociale atteint 100 milliards de francs. La récession qui frappe la France provoque une perte sèche de recettes fiscales et l'aggravation du chômage induit une progression accrue des dépenses sociales.
- Une épidémie de trichinose imputée à la consommation de viande de cheval importée du Canada frappe 538 malades dans cinq foyers de la région parisienne[61].

## Décès en 1993
- 18 février : Patrick Roy, animateur de télévision, à Villejuif (Val-de-Marne).
- 14 juillet : Léo Ferré, chanteur.
- 1er août : Alfred Manessier, peintre, à l'hôpital de La Source, à Orléans.